# Clarendon (Arkansas)
Clarendon è un comune degli Stati Uniti d'America, capoluogo della contea di Monroe, nello Stato dell'Arkansas.

## Storia
La zona intorno a Clarendon era originariamente abitata da diversi gruppi amerindi. Intorno al 1799, i cacciatori francesi costruirono delle baracche nei pressi della foce del fiume Cache. In questo punto la strada (Military Road) costruita tra Memphis e Little Rock attraversava il White River. La costruzione della Military Road venne avviata nel 1826 e completata nel 1828. A quell'epoca a Clarendon esistevano un ufficio postale e un traghetto per attraversare il fiume. La Military Road è stata utilizzata come percorso di trasferimento di alcuni gruppi di nativi americani dagli stati orientali all'Oklahoma in quello che divenne noto come il Sentiero delle lacrime. Gruppi di Chickasaw, Choctaw e Cherokee hanno effettuato viaggi forzati su questa strada. Nel 1883, fu costruito un ponte per la ferrovia attraverso il White River. Il traghetto operò fino al 1931, quando fu sostituito da un ponte autostradale.
Il comune è stato ufficialmente costituito come city nel 1859 (atto soppresso nel 1884 ma reintegrato nel 1898). Nel 1864, la città è stata bruciata dalle forze dell'Unione, in rappresaglia per l'affondamento della cannoniera USS Queen City sotto il comando del generale confederato Joseph O. Shelby.
All'inizio del 1900, Clarendon sviluppò diversi settori industriali, tra cui legname, pavimenti, botti, pagaie e bottoni, questi ultimi fatti con gusci di cozze d'acqua dolce della zona. Le cozze producevano inoltre perle d'acqua dolce che venivano vendute e acquistate nel Clarendon Pearl Market (Mercato delle Perle di Claredon). La Moss Brothers Bat Company, con sede in città, forniva mazze da baseball a diversi giocatori della major league in quel periodo.
Come la maggior parte dell'Arkansas orientale, Clarendon venne devastata dall'alluvione del Mississippi del 1927. La diga principale protesse Clarendon fino a quando il fiume White River raggiunse un livello di 11,7 metri, 2,5 metri superiore al livello di massima piena. L'alluvione arrivò ad un livello di 13,4 metri. Non si ebbe alcun decesso, sebbene la città fu allagata fino al secondo piano di alcune abitazioni e la forza delle acque causò notevoli danni a molti edifici dopo la rottura della diga.
Clarendon ha oggi un'economia prevalentemente agricola e legata al turismo connesso alle attività di caccia e pesca. La riscoperta tra il 2004 e il 2005 del picchio dal becco avorio nell'area protetta del Cache River and White River National Wildlife Refuges nei pressi della città, ha attirato nuovi turisti nella zona.